# День восстания против оккупации
День восстания против оккупации (словен. Dan upora proti okupatorju), ранее День освободительного фронта (словен. Dan osvobodilne fronte) — национальный праздник в Словении, который отмечается 27 апреля. В этот день 1941 года в столице страны Любляне начал действовать Антиимпериалистический фронт — ровно через десять дней после того, как югославская армия в Белграде подписала капитуляцию, и через 14 дней после оккупации Словении немцами и итальянцами. После нападения Германии на Советский Союз (1941) фронт был переименован в Освободительный фронт Словении. Фронт просуществовал вплоть до окончательного освобождения Словении в мае 1945 года, окончательно упразднён в 1953 году и преобразован в словенское отделение Социалистического союза трудового народа Югославии. В этот день словенцы вспоминают о партизанах, внесших свой вклад в победу во Второй мировой войне.